# Виллемс, Флоран
Флоран Виллемс (фр. Florent Willems; 8 января 1823, Льеж — 23 октября 1905, Нёйи-сюр-Сен, О-де-Сен, Франция) — бельгийский живописец.

## Биография
Художественного образования не получил. Совершествовался в живописи путём копирования и восстановления старых полотен в Малине, где жил с 1832 года. Посещал лекции в местной академии. Для получения необходимых средств для дальнейшего обучения работал реставратором в галерее Брюсселя. Изучал мастерство голландских художников XVII века.
В 1842 году в 19-летнем возрасте впервые выставил свои работы на Брюссельском Салоне. Вскоре после этого в 1844 поселился в Париже, где его картины пользовались большой популярностью.
Преподавал живопись в Академии изящных искусств Брюсселя. Среди его известных учеников Шарль Бонье и другие.

## Творчество
Портретист и жанровый художник. Сюжеты для своих картин, преимущественно небольшого размера, брал частью из истории, частью из домашнего быта аристократических и зажиточных слоёв фламандского и современного бельгийского общества. Главную черту его произведений составляет редкое изящество; в особенности он прославился своим удивительным уменьем передавать блеск шелковых материй и атласа, в чём он приближается к мастерству Герарда Терборха и Габриеля Метсю.
Наиболее известные его картины — «Мария Медичи посещает Рубенса», «Оружейник», «Невеста, убираемая к венцу» (в Брюссельском музее), «Дама с попугаем» (в музее Чикаго), «Визит», «За туалетом», «Отъезд» и «Обручальное кольцо».
Художник был популярен среди русских любителей искусства; находящиеся в Государственном Эрмитаже картины мастера происходят из Кушелёвской галереи Музея Академии художеств (картины «Визит» и «За туалетом»); из собрания А.М. Горчакова (картина «Арест. Мушкетёрская сцена»); из коллекции Александра III — «Составление письма».

## Галерея

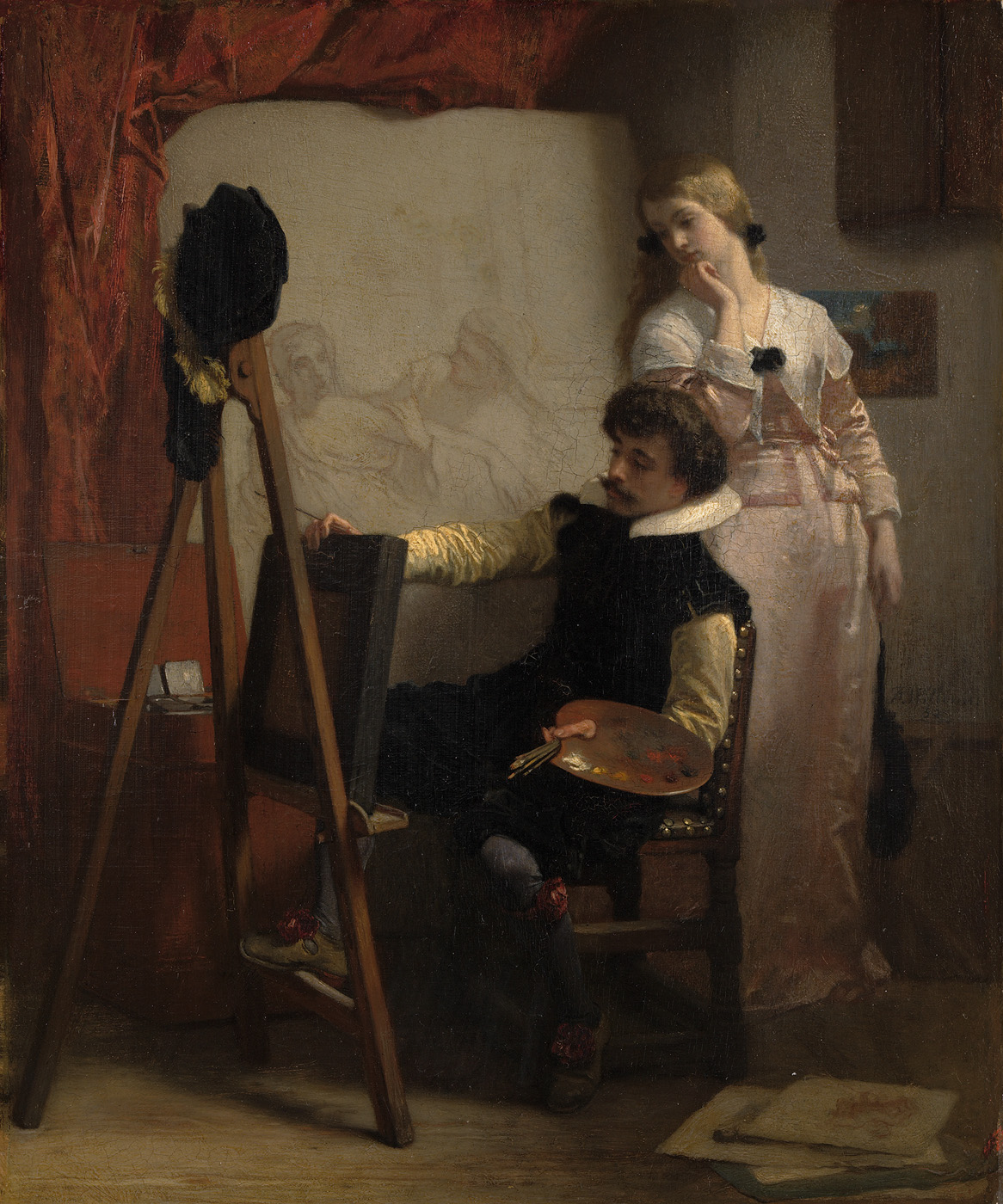
Художник за мольбертом
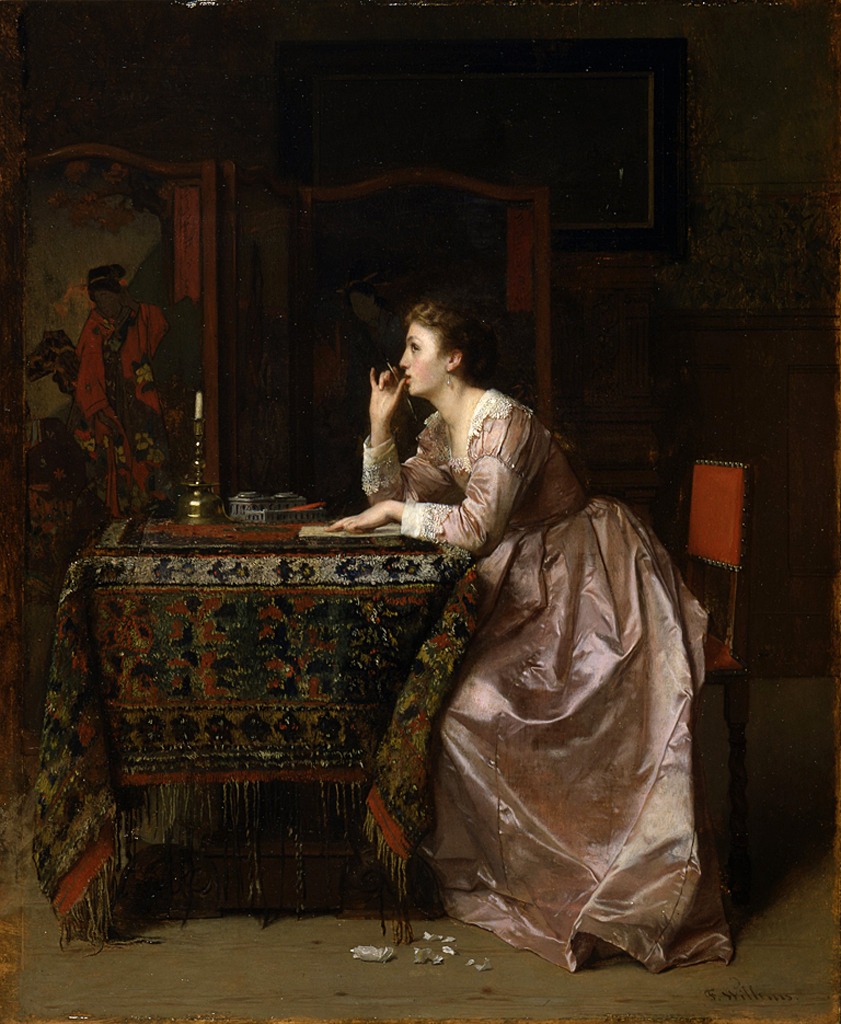
Важное письмо
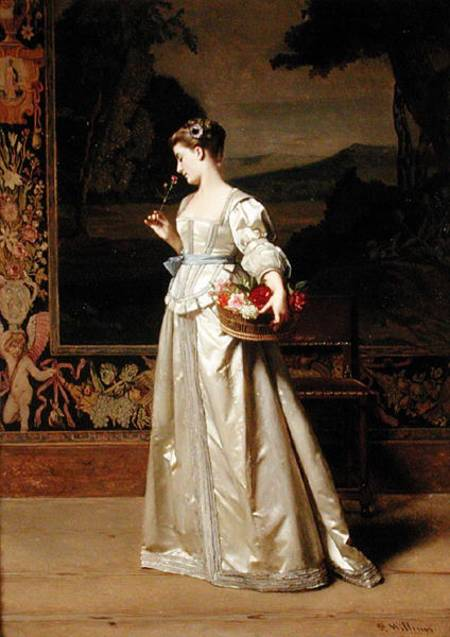
Цветочная корзина
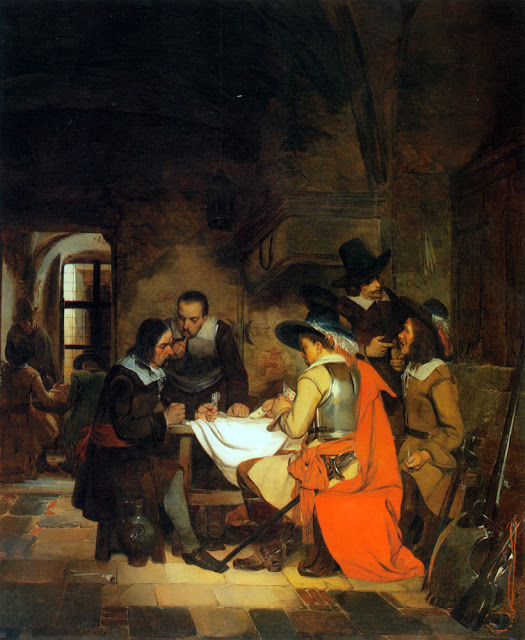
Игра в карты
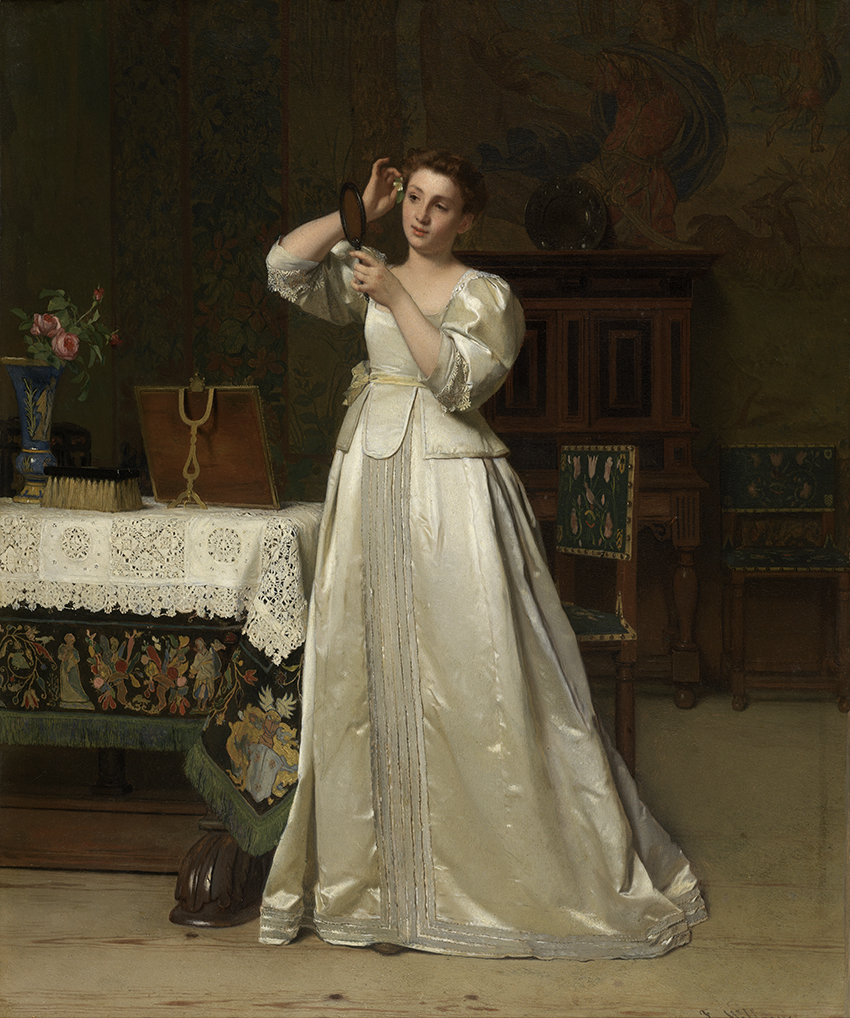
Кокетка
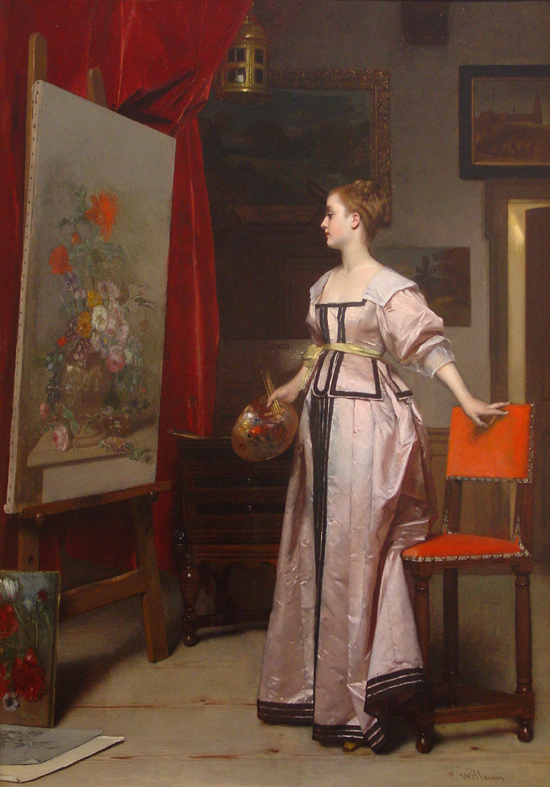
Юная художница
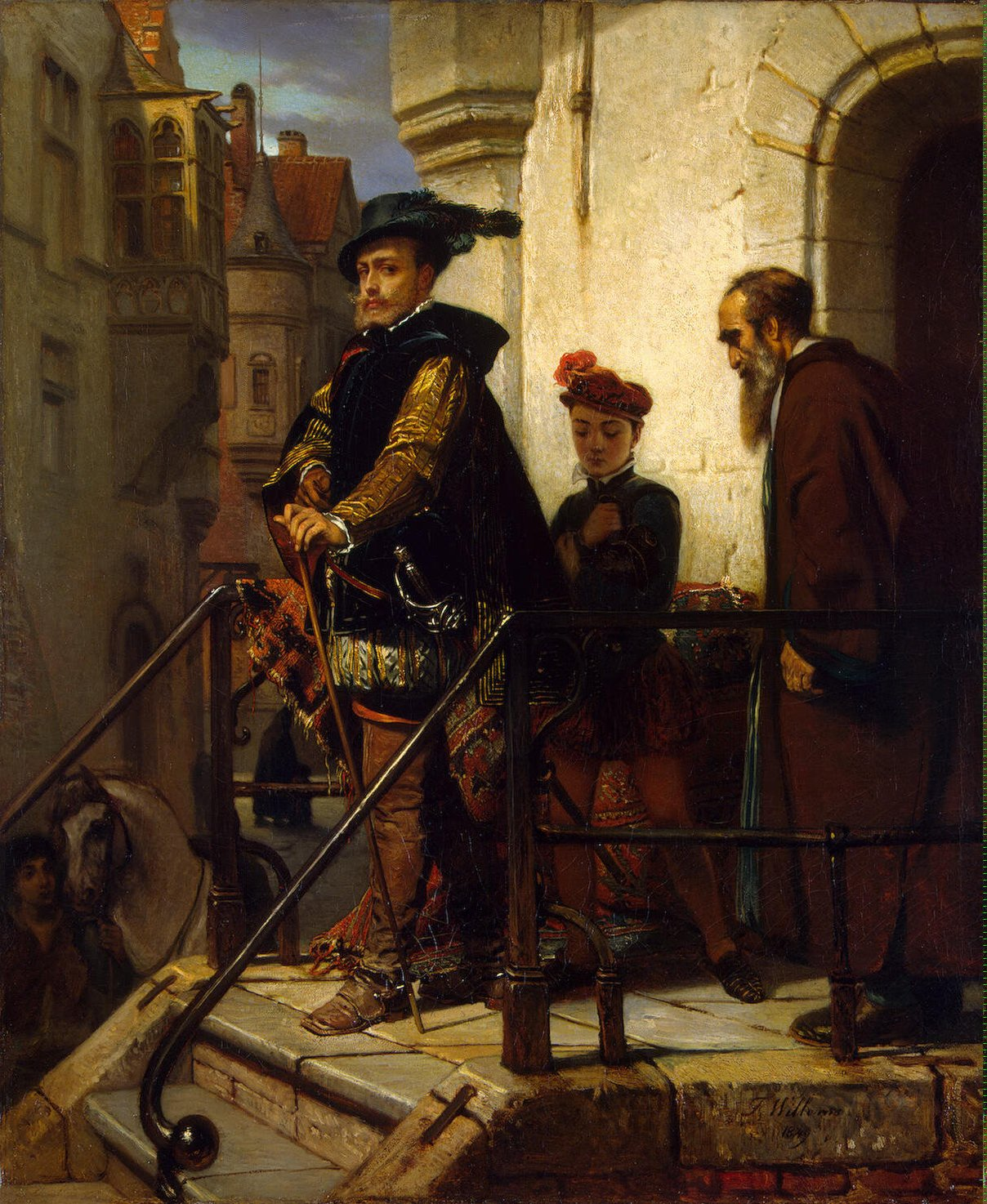
Испанский гранд выходит от кредитора
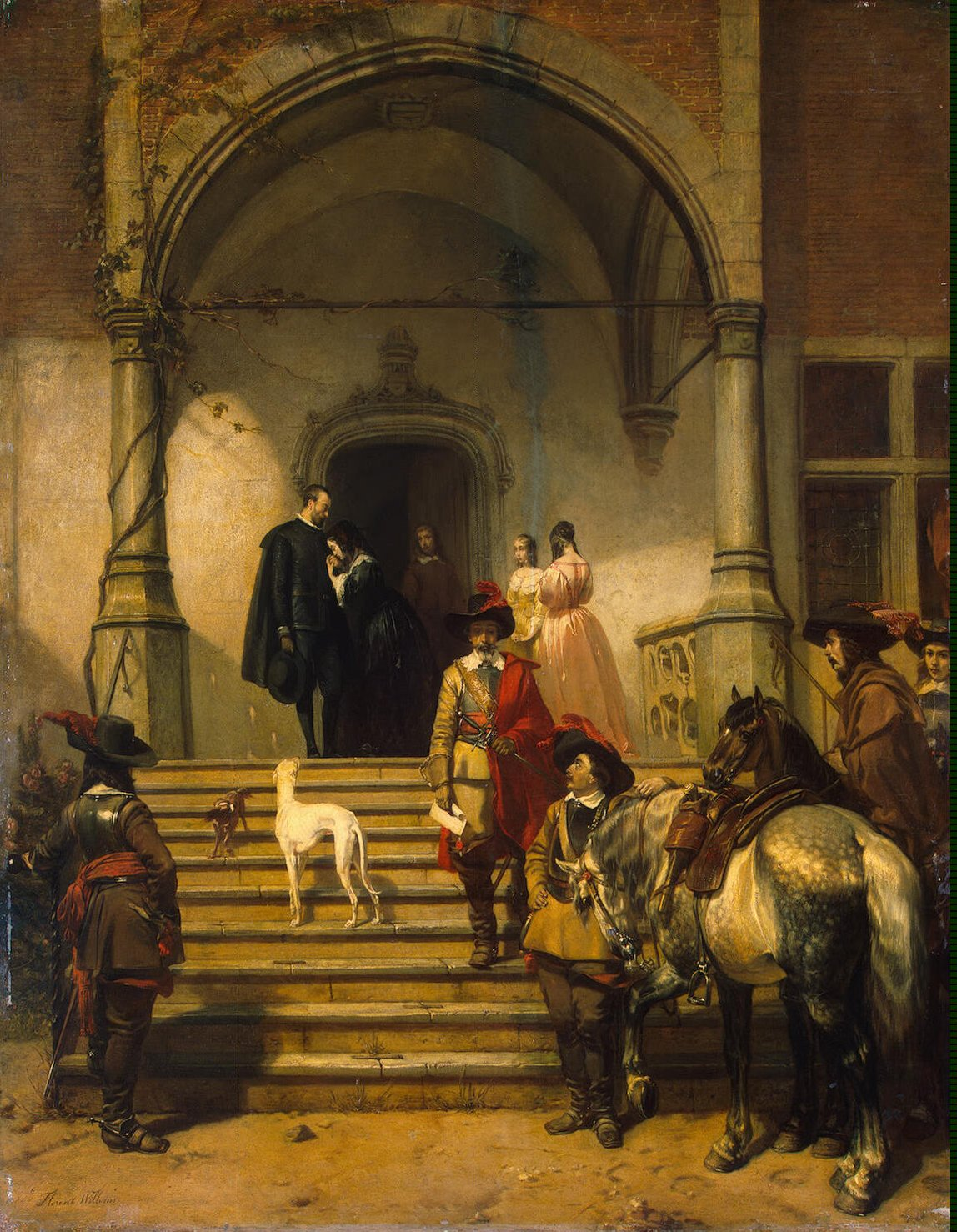
Сцена из XVII столетия
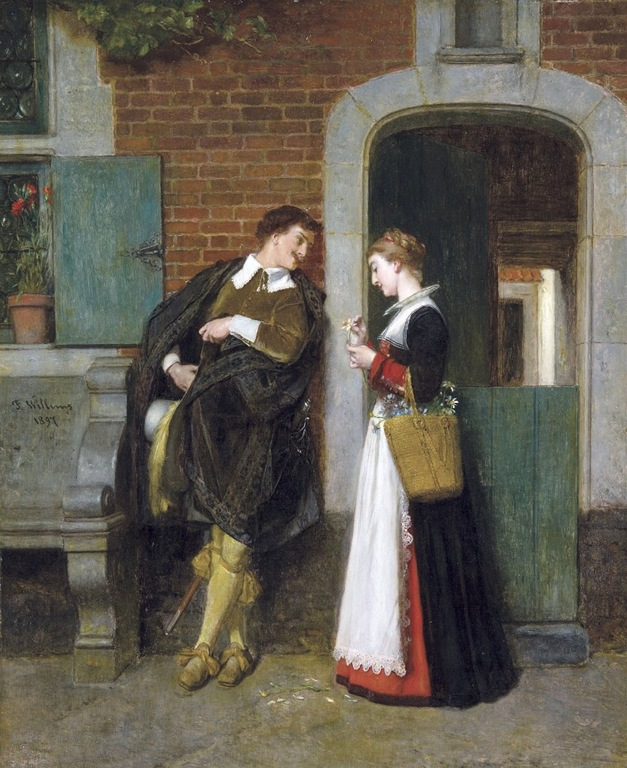
Беседа
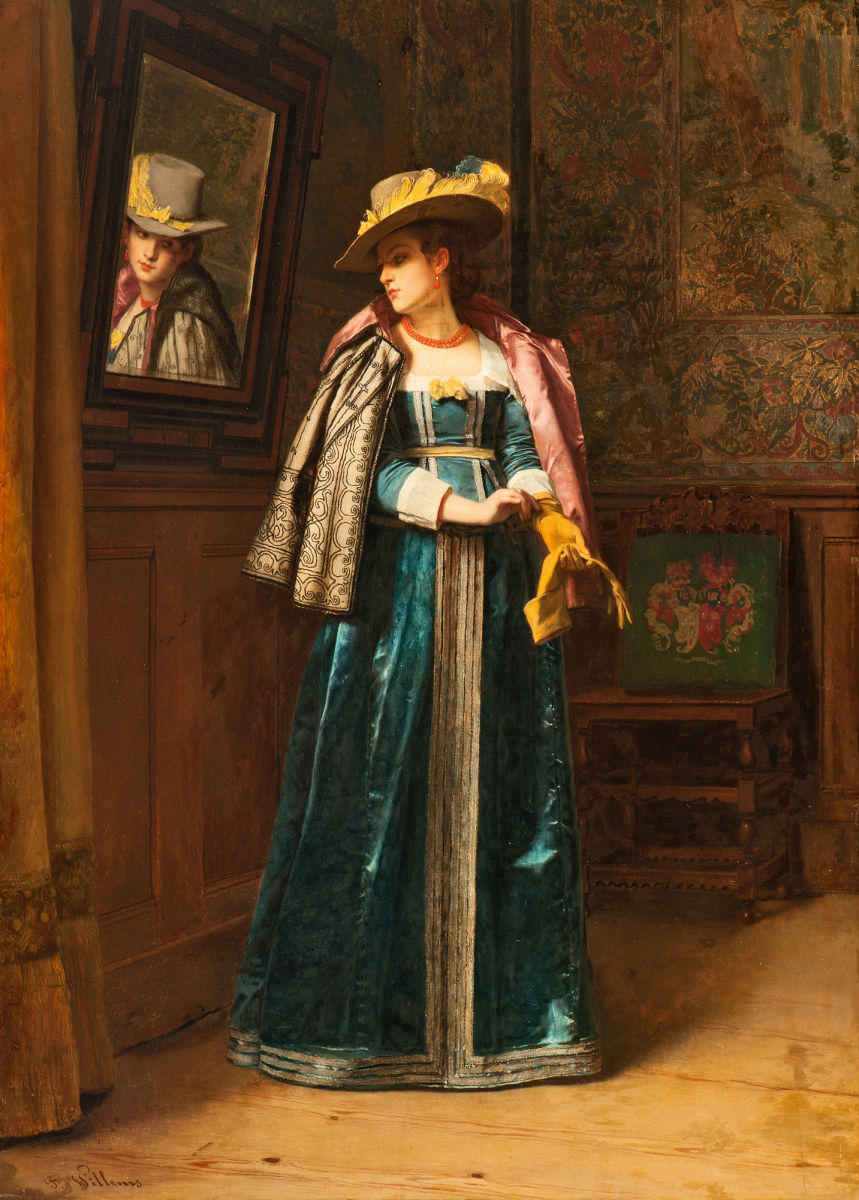
Девушка у зеркала
Девушка-композитор
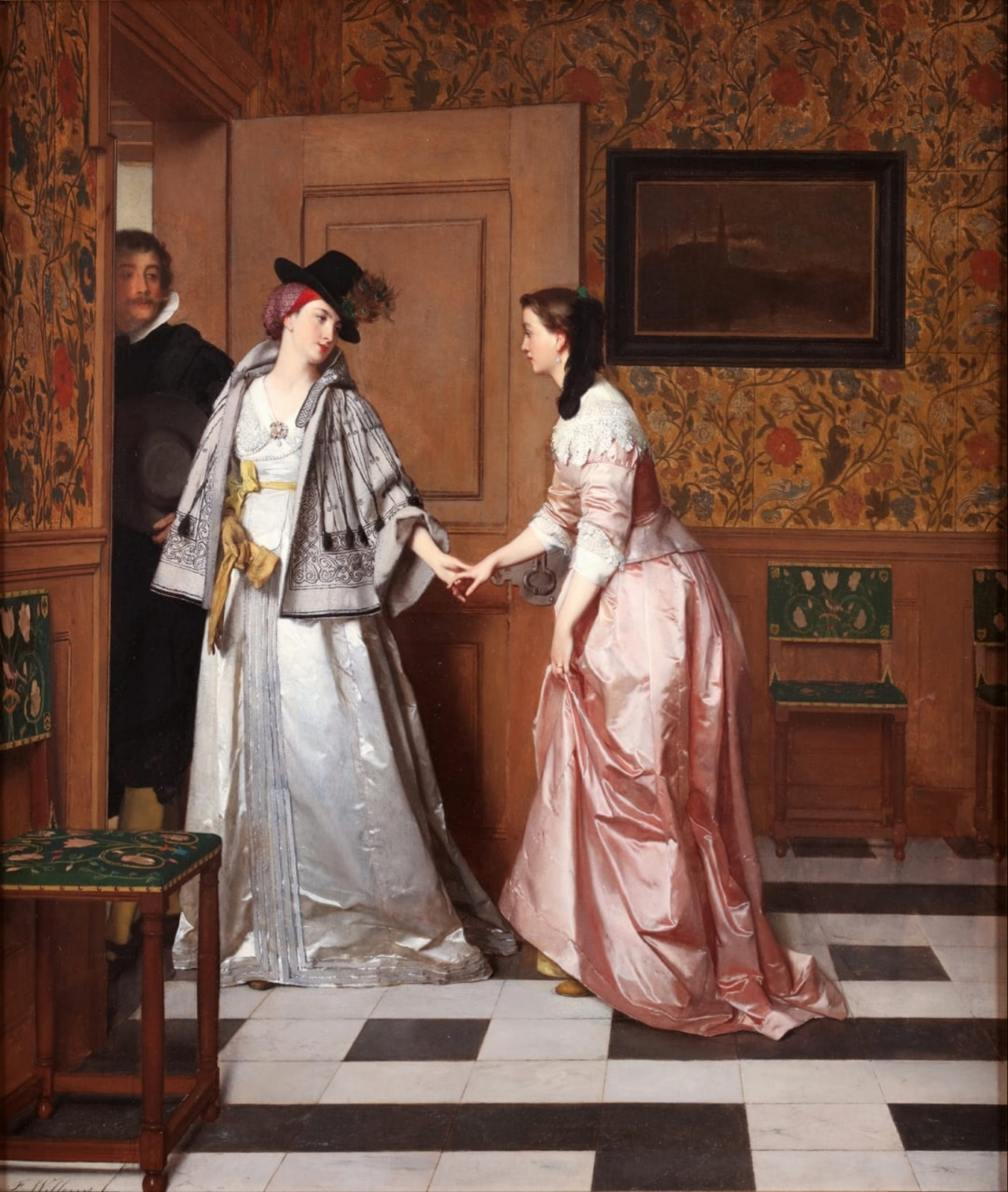
Отъезд

## Награды
- Кавалер Ордена Леопольда I (1851)
- Кавалер ордена Почётного легиона (1853)
- Офицер ордена Почётного легиона (1854)
- Офицер Ордена Леопольда I (1855)
- Командор Ордена Леопольда I (1860)
- Командор ордена Почётного легиона (1878)